# Tucker Vorster
Tucker Vorster (* 3. September 1988 in Pretoria) ist ein südafrikanischer Tennisspieler.

## Karriere
Tucker Vorster spielte bereits auf der ITF Junior Tour Tennis und war der damalige bestplatzierte Juniorenspieler Südafrikas und südafrikanischer Juniorensieger. Er studierte an der University of Mississippi und spielte dort College Tennis für die Rebels. Er gewann mit seinem Team die SEC Tournament Championships und den SEC West Titel.
Auf der Profitour bestreitet Vorster hauptsächlich Turniere der dritt- und zweitklassigen ITF Future Tour und ATP Challenger Tour. Auf der Future Tour gewann er bislang sechs Einzel- und zehn Doppeltitel. Im Einzel gelang ihm auf der Challenger Tour einmal der Einzug in ein Viertelfinale. Im Doppel war er als aufschlagstarker Serve-and-Volley-Spieler erfolgreicher. Seinen ersten Titel auf der Challenger Tour gewann er an der Seite seines Landsmannes Nicolaas Scholtz 2016 in Aptos. Sie setzten sie sich im Finale gegen das Duo Mackenzie McDonald und Ben McLachlan in drei Sätzen durch. Durch diesen Erfolg schaffte er mit dem 258. Rang seine beste Platzierung in der Weltrangliste. Mittlerweile ist er sowohl im Einzel als auch im Doppel nicht mehr in den Top 1000.
Vorster debütierte 2013 für die südafrikanische Davis-Cup-Mannschaft im Spiel gegen Russland. Er verlor mit Raven Klaasen das Doppel gegen Konstantin Krawtschuk und Andrei Kusnezow. Er hat eine Einzelbilanz von 5:2 und eine Doppelbilanz von 0:1.
Nachdem er sein letztes Turnier im Dezember 2017 bestritten hatte, gab der nationale Dachverband für den Tennissport in Südafrika bekannt, dass Vorster für einige Monate die administrativen Prozesse des Verbandes kennenlernen werde. Laut Vorster sei dies jedoch kein Rückzug vom aktiven Tennissport, sondern lediglich eine Möglichkeit, in eine neue Seite des Tennissports involviert zu sein. Seit Mitte 2018 spielt Vorster für das südafrikanische Beach-Tennis-Team. Er startete mit dem Nationalteam Südafrikas bei den ITF Beach Tennis World Team Championship und belegte den 18. Rang.

## Erfolge
| Legende (Anzahl der Siege)  |
| Grand Slam                  |
| ATP World Tour Finals       |
| ATP World Tour Masters 1000 |
| ATP World Tour 500          |
| ATP World Tour 250          |
| ATP Challenger Tour (1)     |

### Doppel

#### Turniersiege
| Nr. | Datum           | Turnier | Belag     | Partner          | Finalgegner                      | Ergebnis          |
| --- | --------------- | ------- | --------- | ---------------- | -------------------------------- | ----------------- |
| 1.  | 14. August 2016 | Aptos   | Hartplatz | Nicolaas Scholtz | Mackenzie McDonald Ben McLachlan | 6:75, 6:3, [10:8] |